# Propaganda cartográfica
Propaganda cartográfica é a propaganda que usa mapas com o objetivo de transmitir ou reforçar uma ideia baseada na representação cartográfica de um território. Tais mapas podem ser falsificados, ou criados de modo a usar a subjetividade na sua interpretação de modo a serem persuasivos. A ideia de que os mapas são subjetivos é antiga. Os cartógrafos referem-se aos mapas como produto subjetivo, e alguns deles consideram a cartografia como uma "indústria que comercializa conhecimento espacial" ou como um meio de comunicação distorcido pela subjetividade humana. A propaganda cartográfica, todavia, é geralmente bem-sucedida porque os mapas são frequentemente apresentados como um modelo em miniatura da realidade, e é raro que um mapa seja percebido como tal. Uma vez que o termo "propaganda" tem um caráter pejorativo, tem sido sugerido que se use o termo “cartografia de persuasão,” no sentido do uso de mapas como influenciadores de opiniões ou crenças, ao invés de apenas comunicarem informação geográfica factual.

## História

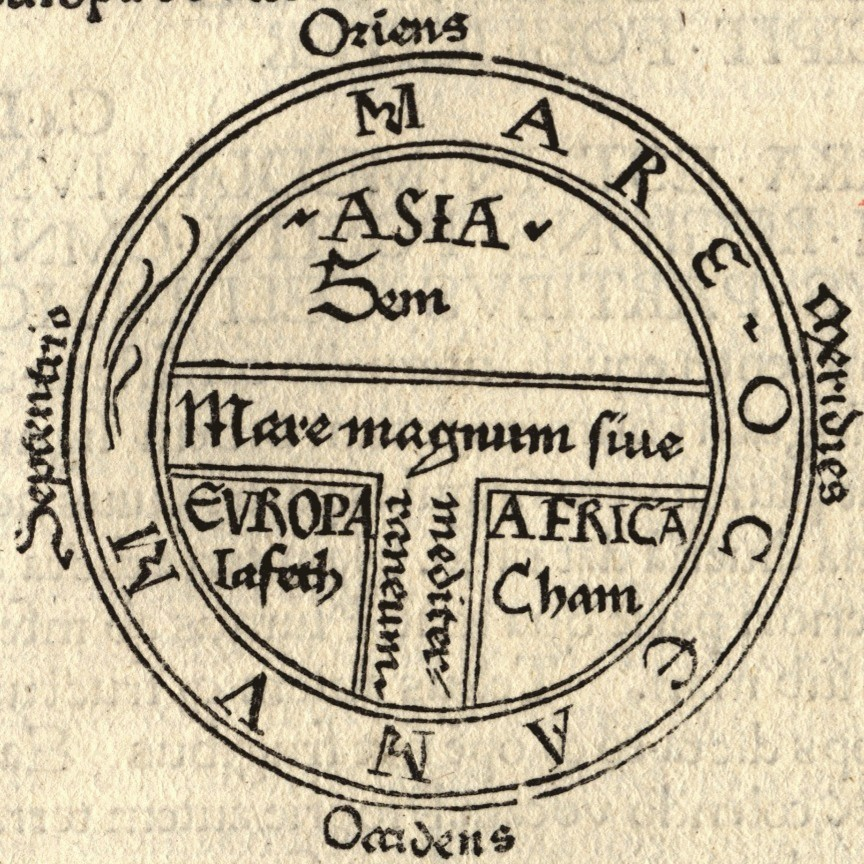
Exemplo mais antigo conhecido de um mapa T e O clássico (de Günther Zainer, Augsburgo, 1472), que ilustra a primeira página do cap. XIV da Etymologiae de Isidoro de Sevilha. Mostra os continentes e domínios dos filhos de Noé: Sem, Iafeth (Jafé) e Cham (Cam).

O mapa T e O é um exemplo histórico de propaganda cartográfica feita durante a Idade Média. Durante o Renascimento, os mapas tornaram-se em geral mais usados e o seu uso começou a assumir um caráter mais cultural e político, mais semelhante à propaganda cartográfica que é vista hoje. Esse uso foi especialmente praticado na Itália, onde a disputa por recursos entre cidades-estado nas regiões do centro e do norte da Itália levou a uma consciência precoce da utilidade prática dos mapas para fins militares e estratégicos, assim como usos civis como o planeamento de fortificações, canais e aquedutos. Em sequência, o uso de propaganda cartográfica aumentou notavelmente ao lado da ascensão do estado moderno (Black 1997; 2008).
O período entre guerras na Alemanha fomentou o desenvolvimento da propaganda cartográfica. Os propagandistas alemães descobriram as vantagens da cartografia na re-representação da realidade [9]. Para o regime nazista, o objetivo mais importante na produção de mapas era sua eficiência em fornecer comunicação entre os governantes e as massas. O uso de mapas deste modo pode ser chamado de "cartografia sugestiva", como sendo capaz de representações dinâmicas do poder.
Esse período de desenvolvimento cartográfico geopolítico foi um processo contínuo associado aos nazis e à Segunda Guerra Mundial; o desenvolvimento da propaganda cartográfica está intimamente relacionado à ampla máquina de propaganda nazi (Tyner, 1974). Havia três categorias diferentes de mapas de propaganda que eram usados pela máquina de propaganda nazi: (1) mapas usados para ilustrar a condição da Alemanha como povo e nação; (2) mapas que visam a moral dos Aliados através de uma ofensiva mental através de mapas especificamente concebidos para manter os EUA neutrais na guerra, alterando a perceção das ameaças; e (3) mapas como impressões do mundo do pós-guerra. Durante esse período, essa abordagem da cartografia foi sendo expandida para a Itália, Espanha e Portugal, enquanto cartógrafos e propagandistas encontraram inspiração nas "tendências positivistas do mundo alemão".
Esse uso mais evidente de mapas como propaganda continuou no período da Guerra Fria. Os cartógrafos norte-americanos do pós-guerra modificaram as projeções para criar uma imagem ameaçadora da União Soviética, fazendo a União Soviética parecer maior e, portanto, mais ameaçadora. Esta abordagem também foi aplicada a outros países comunistas vizinhos, acentuando assim a ascensão do comunismo como um todo. A edição de 1 de abril de 1946 da revista Time publicou um mapa intitulado "Contágio comunista", que se concentrava na ameaça comunista da União Soviética. Neste mapa, a força da União Soviética foi reforçada por uma apresentação dividida esférica da Europa e Ásia, que fez a União Soviética parecer maior como resultado da ruptura no centro do mapa. A expansão comunista também foi enfatizada neste mapa, pois apresentava a União Soviética em uma cor vermelha vívida, uma cor comumente associada ao perigo (e ao comunismo como um todo), e categorizava os estados vizinhos em termos do perigo de contágio, usando a linguagem do doença (estados foram referidos como quarentenados, infectados ou expostos, aumentando a apresentação destes países como perigosos ou ameaçadores). Mais geralmente, durante o período da Guerra Fria, os mapas de pequena escala serviram para fazer com que os perigos parecessem ameaçadores; alguns mapas foram feitos para fazer o Vietname aparecer perto de Singapura e da Austrália; ou o Afeganistão para o Oceano Índico (Black 1997; 2008). Da mesma forma, mapas ilustrando posições de foguetes usaram uma projeção de azimute polar com o Polo Norte no centro, o que deu ao leitor do mapa a perceção de que existia uma distância relativamente pequena entre os países em lados opostos da Guerra Fria.

## Métodos
Escala, projeção cartográfica e simbologia são características da cartografia que podem ser aplicadas seletivamente e que transformam um mapa em propaganda cartográfica.

### Escala e generalização
As escalas são usadas para obter a relação entre distâncias uma vez que os mapas são em geral mais pequenos do que a área que pretendem representar. Pela necessidade de escala, os cartógrafos fazem geralmente uso da generalização como modo de obter melhor clareza nos seus mapas. O valor da escala está relacionado com o uso da generalização: uma escala menor obriga a um maior nível de generalização.

## Leitura complementar
- Boggs, S.W. "Cartohypnosis." Scientific Monthly 64 (1947): 469-76.
- Davis, Bruce. "Maps on Postage Stamps as Propaganda." Cartographic Journal 22 (1985): 125-30.
- Demko, G.J., and W. Hezlep. "USSR: Mapping the Blank Spots." Focus 39 (Spring 1989): 20-21.
- Edney, Matthew H. "Politics, Science, and Government Mapping Policy in the United States, 1800-1925." American Cartographer 13 (1986): 295-306.
- Kent, Alexander J. "Political Cartography: From Bertin to Brexit." Cartographic Journal 53 (2016): 199-201.
- MacEachren, Alan M. Some Truth with Maps: A Primer on Symbolization and Design. Washington, D.C.: Association of American Geographers, 1994.
- McDermott, Paul D. "Cartography in Advertising." Canadian Cartographer 6 (1969): 149-55.
- Monmonier, Mark. Drawing the Line: Tales of Maps and Controversy. New York: Henry Holt and Co., 1995.
- Monmonier, Mark. Maps with the News: The Development of American Journalistic Cartography. Chicago: University of Chicago Press, 1989.
- Monmonier, Mark. "The Rise of the National Atlas." Cartographica 31 (Spring 1994): 1-15.
- Quam, Louis O. "The Use of Maps in Propaganda." Journal of Geography 42 (1943):21-32
- Robinson, Arthur H., Joel L. Morrison, Phillip C. Muehrcke, A. Jon Kimerling, and Stephen C. Guptill. Elements of Cartography. 6th ed. New York: John Wiley, 1995.
- Schmidt, Benjamin. "Mapping an Empire: Cartographic and Colonial Rivalry in Seventeenth-Century Dutch and English North America." The William and Mary Quarterly 54, 3 (July 1997): 549-578.
- Snyder, John P. Flattening the Earth: Two Thousand Years of Map Projections. Chicago: University of Chicago Press, 1993.
- Speier, Hans. "Magic Geography." Social Research 8 (1941):310-30.
- Tyner, Judith A. "Persuasive Cartography." Journal of Geography 81 (1982): 140-44.
- Woodward, David. "Map Design and the National Consciousness: Typography and the Look of Topographic Maps," Technical Papers of the American Congress on Surveying and Mapping (Spring 1992): 339-347.